# Apterostigma calverti
Apterostigma calverti är en myrart som beskrevs av Wheeler 1911. Apterostigma calverti ingår i släktet Apterostigma och familjen myror. Inga underarter finns listade.